# 拉蒙特 (內布拉斯加州)
拉蒙特（英語：Lamont）是位於美國內布拉斯加州丹地縣的非建制地區。

## 歷史
拉蒙特的郵局於1893年設立，其後於1934年停運。

## 地理
拉蒙特所處的海拔為高於海平面1058米（即3471英呎），而該地所採用的時區為UTC-6，即北美山地時區（MST）。同時該地設有夏令時間，為UTC-7調快一小時，即UTC-6（MDT）。